# Лінійна форма
Лінійна форма, лінійний функціонал, 1-форма, коваріантний вектор або ковектор (англ. linear form, linear functional, one-form, covector) в лінійній алгебрі — лінійне відображення заданого векторного простору в поле скалярів, над яким визначено даний простір. Також поняття можна ввести для модулів над кільцями.
У {\displaystyle \mathbb {R} ^{n}}, якщо вектори представлені у вигляді вектор-стовпців, то лінійні функціонали представляються у вигляді вектор-рядків, а їх дія над векторами задається добутком матриці на вектор-рядок зліва та на вектор-стовпець справа. У загальному випадку, якщо {\displaystyle V} є векторним простором над полем {\displaystyle k}, то лінійний функціонал {\displaystyle f} є функцією з простору {\displaystyle V} в поле {\displaystyle k}, яка є лінійною:
{\displaystyle f({\vec {v}}+{\vec {w}})=f({\vec {v}})+f({\vec {w}})} для всіх {\displaystyle {\vec {v}},{\vec {w}}\in V,}
{\displaystyle f(a{\vec {v}})=af({\vec {v}})} для всіх {\displaystyle {\vec {v}}\in V,} {\displaystyle a\in k.}
Сукупність усіх лінійних функціоналів з простору {\displaystyle V} в поле {\displaystyle k} (позначається як  {\displaystyle {\rm {Hom}}_{k}(V,k)}) утворює векторний простір над полем {\displaystyle k} з операціями додавання та скалярного множення, що визначені поточково. Цей простір називають спряженим простором простору {\displaystyle V}, або іноді алгебраїчним спряженим простором, щоб відрізнити його від неперервного спряженого простору. Часто його позначають як {\displaystyle V^{*}}, {\displaystyle V'} або {\displaystyle V^{\vee }}, якщо поле {\displaystyle k} зафіксовано.

## Формальне означення
Нехай {\displaystyle V} — векторний простір над полем {\displaystyle k}. Відображення {\displaystyle \varphi \colon V\to K} називається лінійною формою або лінійним функціоналом якщо воно є
- однорідним,

{\displaystyle \forall c\in k\quad \forall \mathbf {x} \in V\quad \varphi (c\mathbf {x} )=c\varphi (\mathbf {x} ),}
- адитивним,

{\displaystyle \forall \mathbf {x} ,\mathbf {y} \in V\quad \varphi (\mathbf {x} +\mathbf {y} )=\varphi (\mathbf {x} )+\varphi (\mathbf {y} ).}
Еквівалентною умовою є виконання рівності
{\displaystyle \forall c,d\in k\quad \forall \mathbf {x} ,\mathbf {y} \in V\quad \varphi (c\mathbf {x} +d\mathbf {y} )=c\varphi (\mathbf {x} )+d\varphi (\mathbf {y} ).}

## Неперервні лінійні функціонали
Якщо {\displaystyle V} — топологічний векторний простір, то простір неперервних лінійних функціоналів (неперервних спряжених) часто просто називають спряженим простором. Якщо {\displaystyle V} — банахів простір, то таким є і його (неперервно) спряжений. Щоб відрізнити звичайний спряжений простір від неперервного спряженого простору, перший іноді називають алгебраїчним спряженим простором. Для скінченних розмірностей кожен лінійний функціонал є неперервним, тому неперервно спряжений збігається з алгебраїчно спряженим, але у нескінченних розмірностях неперервно спряжений є відповідним підпростором алгебраїчно спряженого.

## Властивості лінійних форм
- Кожна лінійна форма є або тривіальною (рівною нулю для кожного вектора) або сюр'єктивною.
- Лінійна форма є неперервною тоді і тільки тоді, коли її ядро є замкнутою підмножиною. Абсолютне значення довільної лінійної форми над полем дійсних чи комплексних чисел є напівнормою на лінійному просторі, на якому вона визначена.

## Приклади
- {\displaystyle f\colon \mathbb {R} ^{3}\to \mathbb {R} }, що рівна {\displaystyle f(x,y,z)=x+2y+3z.}
- {\displaystyle I\colon C[a,b]\to \mathbb {R} }, що рівна {\displaystyle I(f)=\int \limits _{a}^{b}f(x)\mathrm {d} x.}

## Простір лінійних функціоналів
Множина {\displaystyle {\rm {Hom}}_{k}(V,k)} всіх лінійних форм {\displaystyle V\rightarrow K} утворює векторний простір з операціями додавання лінійних форм {\displaystyle \varphi +\psi }, і множення на скаляр {\displaystyle c\varphi }, що визначені поточково, тобто
{\displaystyle (\varphi +\psi )(\mathbf {x} )=\varphi (\mathbf {x} )+\psi (\mathbf {x} )}
і
{\displaystyle (c\varphi )(\mathbf {x} )=c\varphi (\mathbf {x} ).}
Даний простір називається спряженим (або двоїстим) до простору {\displaystyle V} і позначається {\displaystyle V^{\star }.}

## Приклади і застосування

#### Лінійні функціонали вRn{\displaystyle \mathbb {R} ^{n}}
Нехай вектори дійсного простору {\displaystyle \mathbb {R} ^{n}} представлені у вигляді вектор-стовпців
{\displaystyle {\vec {x}}={\begin{bmatrix}x_{1}\\\vdots \\x_{n}\end{bmatrix}}.}
Для будь-якого вектор-рядка {\displaystyle [a_{1}\dots a_{n}]} існує лінійний функціонал {\displaystyle f}, визначений наступним чином:
{\displaystyle f({\vec {x}})=a_{1}x_{1}+\cdots +a_{n}x_{n},}
і будь-який лінійний функціонал може бути представлений у такій формі.
Це можна проінтерпретувати або як матричний, або скалярний добуток, вектора-рядка {\displaystyle [a_{1}\dots a_{n}]} і вектора-стовпця {\displaystyle {\vec {x}}}
{\displaystyle f({\vec {x}})=\left[a_{1}\dots a_{n}\right]{\begin{bmatrix}x_{1}\\\vdots \\x_{n}\end{bmatrix}}.}

#### Інтегрування
Лінійні функціонали вперше з'явилися у функціональному аналізі, при вивченні векторних просторів функцій.
Типовим прикладом лінійного функціоналу є інтегрування: лінійне перетворення, визначене інтегралом Рімана,
{\displaystyle I(f)=\int _{a}^{b}f(x)\,dx}
є лінійним функціоналом з векторного простору {\displaystyle C[a,b]} неперервних на відрізку {\displaystyle [a,b]} функцій у простір дійсних чисел. Лінійність {\displaystyle I} випливає із стандартних властивостей інтегралу:
{\displaystyle {\begin{aligned}I(f+g)&=\int _{a}^{b}[f(x)+g(x)]\,{\rm {d}}x=\int _{a}^{b}f(x)\,{\rm {d}}x+\int _{a}^{b}g(x)\,{\rm {d}}x=I(f)+I(g),\\I(\alpha f)&=\int _{a}^{b}\alpha f(x)\,{\rm {d}}x=\alpha \int _{a}^{b}f(x)\,{\rm {d}}x=\alpha I(f).\end{aligned}}}

#### Оцінка
Нехай {\displaystyle P_{n}} — векторний простір дійснозначних поліноміальних функцій степеня {\displaystyle \leq n} визначених на відрізку {\displaystyle [a,b]}. Якщо {\displaystyle c\in [a,b]}, тоді відображення {\displaystyle \operatorname {ev} _{c}\colon P_{n}\rightarrow \mathbb {R} } називається функціоналом оцінки
{\displaystyle \operatorname {ev} _{c}f=f(c).}
Відображення {\displaystyle f\rightarrow f(c)} лінійне, оскільки
{\displaystyle {\begin{aligned}(f+g)(c)&=f(c)+g(c),\\(\alpha f)(c)&=\alpha f(c).\end{aligned}}}
Якщо {\displaystyle x_{0},\dots ,x_{n}} — {\displaystyle n+1} різних точок відрізку {\displaystyle [a,b]}, то функціонали оцінки {\displaystyle \operatorname {ev} _{x_{i}},i=0,1,\dots ,n}, утворюють базис спряженого до {\displaystyle P_{n}} простору (Лакс, (1996) доводить це, використовуючи інтерполяцію Лагранжа).

#### Застосування в інтегруванні
Функціонал {\displaystyle I} визначений вище визначає лінійний функціонал на підпросторі {\displaystyle P_{n}} многочленів степеня {\displaystyle \leq n}. Якщо {\displaystyle x_{0},\dots ,x_{n}} — це {\displaystyle n+1} різних точок у {\displaystyle [a,b]}, тоді є коефіцієнти {\displaystyle a_{0},\dots ,a_{n}} для яких
{\displaystyle I(f)=a_{0}f(x_{0})+a_{1}f(x_{1})+\dots +a_{n}f(x_{n}),}
для всіх {\displaystyle f\in P_{n}}. Це складає основу теорії чисельного інтегрування.
Це випливає з того, що визначені вище лінійні функціонали {\displaystyle \operatorname {ev} _{x_{i}}\colon f\rightarrow f(x_{i})} утворюють базис спряженого до {\displaystyle P_{n}} простору.

#### Лінійні функціонали в квантовій механіці
Лінійні функціонали особливо важливі в квантовій механіці. Квантові механічні системи представлені просторами Гільберта, які є антиізоморфними їх власним спряженим просторам. Стан квантової механічної системи можна ототожнити з лінійним функціоналом. Для отримання додаткової інформації див. бра-кет позначення.

#### Розподіли
У теорії узагальнених функцій деякі види узагальнених функцій, які називаються розподілами, можна представити у вигляді лінійних функціоналів на просторах тестових функцій.

#### Властивості лінійних функціоналів
- Будь-який лінійний функціонал {\displaystyle L} є або тривіальним (всюди дорівнює 0) або сюр'єктивним над скалярним полем. Дійсно, це випливає з того, що образ векторного підпростору при лінійному перетворенні є підпростором, тому і образ {\displaystyle V} при відображені {\displaystyle L} теж буде підпростором.
- Лінійний функціонал є неперервним лише тоді, коли його ядро є замкненим.[2]
- Лінійні функціонали з однаковими ядрами є пропорційними.
- Абсолютне значення будь-якого лінійного функціоналу є напівнормою на його векторному просторі.

#### Зображення лінійних функціоналів

Геометрична інтерпретація 1-форми як стек гіперплощин постійного значення, кожна з яких відповідає тим векторам, які відображає у задане скалярне значення, показане поруч із нею у порядку "збільшення" значень. Нульова площина проходить через початок координат.

У скінчених розмірностях лінійний функціонал можна візуалізувати у термінах множин рівнів, множина векторів, які відображаються у задане значення. Для розмірності три множини рівнів лінійного функціоналу — це сімейство взаємно паралельних площин; для вищих розмірностей вони є паралельними гіперплощинами. Цей метод візуалізації лінійних функціоналів іноді використовується в текстах у загальній теорії відносності, наприклад, Гравітація by Misner, Thorne та Wheeler, (1973).

#### Спряжені вектори та білінійні форми

Лінійні функціонали (1-форми), та їх сума та вектори,,, в 3-вимірному евклідовому просторі. Кількість (1-форми) гіперплощин, що перетинаються вектором, дорівнює скалярному добутку.

Кожна невироджена білінійна форма у скінченно-вимірному векторному просторі {\displaystyle V} породжує ізоморфізм {\displaystyle V\rightarrow V^{*}} : {\displaystyle v\rightarrowtail v^{*}} такий, що
{\displaystyle \displaystyle v^{*}(w):=\langle v,w\rangle \quad \forall \,w\in V,}
де білінійна форма на {\displaystyle V} позначається як {\displaystyle \langle \,,\,\rangle } (наприклад, в евклідовому просторі {\displaystyle \langle v,w\rangle =v\cdot w}  — скалярний добуток {\displaystyle v} і {\displaystyle w}).
Оберненим ізоморфізмом є {\displaystyle V^{*}\rightarrow V\colon v^{*}\rightarrowtail v}, де {\displaystyle v} єдиний елемент {\displaystyle V} такий, що
{\displaystyle \langle v,w\rangle =v^{*}(w)\quad \forall \,w\in V.}

## Базис у скінченних розмірностях

#### Базис спряженого простору в скінченних розмірностях
Нехай векторний простір {\displaystyle V} має базис {\displaystyle {\vec {e}}_{1},{\vec {e}}_{2},\dots ,{\vec {e}}_{n}}, необов'язково ортогональний. Тоді спряжений простір {\displaystyle V^{*}} має базис {\displaystyle {\tilde {\omega }}^{1},{\tilde {\omega }}^{2},\dots ,{\tilde {\omega }}^{n}}, який називається спряженим базисом, визначеним спеціальною властивістю:
{\displaystyle {\tilde {\omega }}^{i}({\vec {e}}_{j})=\left\{{\begin{matrix}1&\mathrm {\text{якщо}} \ i=j,\\0&\mathrm {\text{якщо}} \ i\not =j.\end{matrix}}\right.}
Або, більш коротко,
{\displaystyle {\tilde {\omega }}^{i}({\vec {e}}_{j})=\delta _{j}^{i},}
де {\displaystyle \delta } — символ Кронекера. Тут верхні індекси базисних функціоналів не степені, а контраваріантні індекси.
Лінійний функціонал {\displaystyle {\tilde {u}}}, що належить спряженому простору {\displaystyle {\tilde {V}}}, можна представити у вигляді лінійної комбінації базисних функціоналів з коефіцієнтами (компонентами) {\displaystyle u_{i}},
{\displaystyle {\tilde {u}}=\sum _{i=1}^{n}u_{i}{\tilde {\omega }}^{i}.}
Тоді, застосувавши функціонал {\displaystyle {\tilde {u}}} до базисного вектора {\displaystyle e_{j}}, отримаємо
{\displaystyle {\tilde {u}}({\vec {e}}_{j})=\sum _{i=1}^{n}\left(u_{i}\,{\tilde {\omega }}^{i}\right){\vec {e}}_{j}=\sum _{i}u_{i}\left[{\tilde {\omega }}^{i}\left({\vec {e}}_{j}\right)\right]}
завдяки лінійності скалярних множників функціоналів і точкової лінійності сум функціоналів. Тоді
{\displaystyle {\tilde {u}}({\vec {e}}_{j})=\sum _{i}u_{i}\left[{\tilde {\omega }}^{i}\left({\vec {e}}_{j}\right)\right]=\sum _{i}u_{i}{\delta ^{i}}_{j}=u_{j}.}
Отже, кожну компоненту лінійного функціоналу можна отримати, застосувавши функціонал до відповідного базисного вектора.

## Спряжений базис та скалярний добуток
Якщо у просторі {\displaystyle V} визначено скалярний добуток, то можна у явному вигляді написати формулу для спряженого базису через заданий базис. Нехай {\displaystyle {\vec {e}}_{1},\dots ,{\vec {e}}_{n}} — базис простору {\displaystyle V} (необов'язково ортогональний). Для розмірності три {\displaystyle (n=3)} спряжений базис можна записати у явному вигляді:
{\displaystyle {\tilde {\omega }}^{i}({\vec {v}})={1 \over 2}\left\langle {\sum \limits _{j=1}^{3}\sum \limits _{k=1}^{3}\varepsilon ^{ijk}({\vec {e}}_{j}\times {\vec {e}}_{k}) \over {\vec {e}}_{1}\cdot {\vec {e}}_{2}\times {\vec {e}}_{3}},{\vec {v}}\right\rangle ,}
для {\displaystyle i=1,2,3}, де {\displaystyle \varepsilon } — символ Леві-Чівіта і {\displaystyle \langle \,,\,\rangle } — скалярний добуток у просторі {\displaystyle V}.
Для вищих розмірностей це узагальнюється наступним чином:
{\displaystyle \displaystyle {\tilde {\omega }}^{i}({\vec {v}})=\left\langle {\frac {{\underset {{}^{1\leq i_{2}<i_{3}<\dots <i_{n}\leq n}}{\sum }}\varepsilon ^{ii_{2}\dots i_{n}}(\star {\vec {e}}_{i_{2}}\wedge \dots \wedge {\vec {e}}_{i_{n}})}{\star ({\vec {e}}_{1}\wedge \dots \wedge {\vec {e}}_{n})}},{\vec {v}}\right\rangle ,}
де {\displaystyle \star } — оператор зірки Ходжа.